# Andy Huelves
Andy Huelves García (El Franco, Asturias; 10 de marzo de 2007) es un baloncestista español que pertenece a la plantilla del CB Tizona de la Primera FEB. Con 1,93 metros de estatura, juega en la posición de base. 

## Trayectoria deportiva
Nacido en el El Franco y formado en las categorías inferiores del Colegio Campoamor y en el CB Navia, hasta 2022 cuando se marcha a Madrid para enrolarse en la cantera del Zentro Basket Madrid, donde lograría la medalla de bronce en el Campeonato de España Júnior de 2024.
En la temporada 2024-25, aún en su segundo año de júnior, forma parte de la plantilla del primer equipo del Zentro Basket Madrid de Tercera FEB.
En mayo de 2025, disputa el EuroLeague Basketball Next Generation Tournament con el BC Dubai.
El 23 de julio de 2025, firma por el Tizona de Primera FEB.

### Selección nacional
Internacional con la selección española en categorías de formación, participó en el FIBA U17 Basketball World Cup de 2024, así como en el Europeo Sub 16 del año 2023 y Sub 18 del año 2025 proclamándose en ambos torneos campeón de Europa.